# Konrad VIII Młody
Konrad VIII Młody (ur. między 1395 a 1400, zm. między 5 września 1444 a 8 października 1447) – książę oleśnicki z dynastii Piastów, rycerz zakonu krzyżackiego. Syn księcia oleśnickiego i kozielskiego Konrada III Starego i Guty, której pochodzenie nie jest znane.

## Sytuacja u progu dorosłości
Skromna spuścizna po ojcu oraz fakt, że spośród pięciu synów Konrada III Starego był najmłodszy, sprawiły, że nie mógł liczyć na karierę polityczną w malutkim księstewku oleśnickim. Zaważyło to na wybraniu stanu duchownego, który w dobie rozdrobnienia politycznego i rozszerzania się dynastii piastowskiej, był najłatwiejszą drogą wpływania na losy Śląska poprzez uzyskanie prestiżowych (a także dochodowych) godności kościelnych, które książętom z dynastii Piastów przychodziło z łatwością. Najstarszy z rodzeństwa Konrad IV Starszy był prepozytem wrocławskiej kapituły katedralnej, a od 1417 biskupem wrocławskim, zaś Konrad VI Dziekan w 1414 został dziekanem kapituły katedralnej.

## W zakonie krzyżackim
Konrad VIII Młody nie poszedł śladem starszych braci. W 1416 wstąpił w szeregi zakonu krzyżackiego. Być może wpływ na tę decyzję miała namowa brata, Konrada VII Białego, który u krzyżaków uczył się rycerskiego rzemiosła i po ich stronie walczył w 1410 w bitwie pod Grunwaldem. Podczas uroczystego złożenia ślubów zakonnych na zamku w Malborku Konradowi VIII Młodemu towarzyszyli wszyscy bracia. Wówczas w zamian za pożyczkę 3000 kop groszy praskich Konrad IV Starszy, Konrad V Kącki i Konrad VII Biały zawarli z wielkim mistrzem zakonu krzyżackiego Michałem Küchmeistrem von Sternbergiem pakt skierowany przeciwko Polsce i Litwie. Zobowiązali się w nim udzielić pomocy zakonowi, gdyby ten został napadnięty przez wojska króla Polski Władysława Jagiełły lub wielkiego księcia Litwy Witolda.
W latach 1425–1429 Konrad pełnił funkcję prokuratora zakonu w Gierdawach. Następnie w latach 1429-1433 wypełniał obowiązki prokuratora zakonu w Lochstedt. Najwyższym stanowiskiem zakonnym, jakie sprawował, był urząd komtura krajowego Czech i Moraw.

## Rządy na Śląsku
Konrad VIII Młody pomimo przyjęcia płaszcza zakonnego nie zrezygnował z rządów na Śląsku. W 1416 podczas podziału ojcowizny bracia postanowili nie dzielić skromnej spuścizny po ojcu i poza drobnymi wyjątkami sprawować w niej wspólne rządy. Razem panowali nad okręgami: ścinawskim, wołowskim, wińskim, rudnickim, wąsowskim, prusickim i żmigrodzkim. Po śmierci Konrada VI Dziekana Konrad VIII Młody objął samodzielne rządy nad Ścinawą i Rudną wraz z okolicznymi terenami. Odtąd począł tytułować się księciem ścinawskim.
W czasie wojen husyckich w 1431 pomagał bratu, Konradowi VII Białemu, w podstępnym odbiciu Gliwic z rąk husytów. Natomiast w 1435 przystąpił do ogólnośląskiego związku książąt i miast, który miał strzec zawartego z husytami pokoju.

## Genealogia
| Konrad II Siwy 1) ur. 1338/40 zm. 10 VI 1403 | Konrad II Siwy 1) ur. 1338/40 zm. 10 VI 1403 |                                                      |                                                      | Agnieszka cieszyńska 2) ur. 1338/40 zm. 1371 | Agnieszka cieszyńska 2) ur. 1338/40 zm. 1371 |  |  | NN | NN |      |      | NN | NN |
|                                              |                                              |                                                      |                                                      |                                              |                                              |  |  |    |    |      |      |    |    |
|                                              |                                              |                                                      |                                                      |                                              |                                              |  |  |    |    |      |      |    |    |
|                                              |                                              | Konrad III Stary ur. 1354/59 zm. 8 XII 1412/6 I 1413 | Konrad III Stary ur. 1354/59 zm. 8 XII 1412/6 I 1413 |                                              |                                              |  |  |    |    | Guta | Guta |    |    |
|                                              |                                              |                                                      |                                                      |                                              |                                              |  |  |    |    |      |      |    |    |
|                                              |                                              |                                                      |                                                      |                                              |                                              |  |  |    |    |      |      |    |    |
|                                              |                                              |                                                      |                                                      |                                              |                                              |  |  |    |    |      |      |    |    |

|  |  |  |  | Konrad VIII Młody ur. 1395/1400 zm. 5 IX 1444/8 X 1447 |  |  |  |  |  |
|  |  |  |  |                                                        |  |  |  |  |  |
|  |  |  |  |                                                        |  |  |  |  |  |

| 1. syn Konrada I oleśnickiego i Eufemii bytomskiej, córki Władysława bytomskiego 2. córka Kazimierza I cieszyńskiego |